# Disa ocellata
Disa ocellata är en orkidéart som beskrevs av Harry Bolus. Disa ocellata ingår i släktet Disa och familjen orkidéer. Inga underarter finns listade i Catalogue of Life.